# François Vion
François Vion était un sculpteur bronzier français du XVIIIe siècle. Vion devint maitre en 1764. Il est connu pour ses boitiers d’horloge en bronze.